# 藤原一生
藤原 一生（ふじわら いっせい、1924年5月1日 - 1994年2月27日）は、日本の児童文学作家。
東京市深川区出身。本名は一生(かずお)。両親が失踪し、キリスト教の施設で育つ。義務教育を終えて印刷所に勤め、紙芝居興行をする。第二次世界大戦で中国に出征。戦後はキリスト教関係の書店に勤務して読書。1952年退職し作家となる。
1959年、南極の昭和基地に取り残された樺太犬を題材にした『タロ・ジロは生きていた』を刊行。これが『南極物語』として映画化された。
1975年5月５日、日本けん玉協会を田無市（現西東京市）で設立。けん玉をスポーツと位置付け公平平等な競技性を模索した結果、共通の規格の認定けん玉制度や段級制度を制定し『けん玉道』を提唱。全国を駆け巡りけん玉の普及につくした。

藤原一生が残した言葉
「明るく　楽しく　元気よく」
「あせらず　あわてず　あきらめず」
「けん玉のひびき　平和のひびき」

## 著書
- 『森永太一郎 製菓王』（ポプラ社、偉人傳文庫） 1954年
- 『タロ・ジロは生きていた』（トモブック社） 1959年
『南極のカラフト犬タロ・ジロ物語』（鬼藤あかね絵、講談社青い鳥文庫） 1987年
- 『警察犬出動』（トモブック社） 1960年
- 『発明はこうして生まれた』（トモブック社） 1960年
- 『とんちの童話集』（福田庄助絵、あかね書房、たのしい幼年童話） 1965年
- 『ひこうきとふね』（上田三朗絵、小学館、小学館のよいこ絵本） 1968年
- 『ポケット偉人伝 4 ヒラリー』（潮出版社） 1971年
- 『はつめい王エジソン』（新井五郎絵、集英社、オールカラー母と子の世界の名作） 1972年
- 『豊臣秀吉』（集英社、母と子の世界の伝記） 1973年
- 『ぶっちは一年生ママは三百年生』（駒宮録郎画、高橋書店） 1974年
- 『ぶつかれぶっち』（川本哲夫絵、女子パウロ会） 1974年
- 『イエスの目』（聖文舎） 1975年
- 『しゅるしゅるゲンタ』（石倉欣二画、高橋書店） 1975年
- 『あかい目 ぼくのイエスさま』（かみやしん画、小学館） 1976年
- 『パパお話して 藤原一生童話集』（聖文舎） 1976年
- 『ベーブ・ルース』（集英社、母と子の世界の伝記） 1977年
- 『ぞうのひっこし』（若菜珪絵、ブルーベル館） 1978年
- 『創作童話 クリスマス童話入門』（編、キリスト新聞社） 1979年
- 『けん玉スポーツ教室 入門からチャンピオンコースまで』（金の星社） 1980年
- 『ひと目でわかるけん玉リーダー読本』（教育出版センター） 1982年
- 『大阪城ものがたり 太閤さま・豊臣秀吉』（深沢邦朗絵、教育出版センター） 1983年
- 『ゴリアテごっこ 藤原一生集』（教文館、日本キリスト教児童文学全集） 1984年
- 『かすみゆくふるさと』（文・構成、藤原敏生写真、藤原敏生） 1996年

### 再話
- 『少年少女世界の名作文学1 - 古典編1』「ワイナモイネン物語」（小学館） 1965年
- 『太陽の王子ホルスの大冒険』（東映動画作品、小学館） 1966年
- 『少年少女世界の名作文学2 - 古典編2』ローランの歌 フランス叙事詩」（小学館） 1967年
- 『シャーロック・ホームズの冒険』（アーサー・コナン・ドイル、小松崎茂絵、集英社、少年少女世界の名作） 1968年
- 『ハンス月へいく』（ポー、やなせたかし絵、岩崎書店） 1969年
- 『少年少女世界の文学 カラー名作5 - イギリス4』「アイバンホー」（スコット、小学館） 1970年
- 『少年少女世界の名作30 - ドイツ編3』「メトロポリス」（ハルボウ、小学館） 1972年
- 『十五少年漂流記』（ベルヌ、依光隆絵、金の星社） 1972年
- 『なぞの四文字』（ルブラン、保篠竜緒共訳、柳柊二絵、講談社、名作選怪盗ルパン） 1972年
- 『ルパンの挑戦』（ルブラン、吉田郁也絵、講談社、名作選怪盗ルパン） 1972年
- 『透明犯人』（ルブラン、吉田郁也絵、講談社、名作選怪盗ルパン） 1973年
- 『少年少女世界の名作3』「紅はこべ」（オルツィ』、小学館） 1974年
- 『少年少女世界の名作27 - フランス編8』「海底の秘宝」（ボアゴベイ、妹尾韶夫訳、小学館） 1974年
- 『12までかぞえましょう』（ヒルデガルド・ボース作絵、渡辺和雄訳、小学館） 1975年
- 『おじいさんといっしょ』（カイ・ベックマン作絵、渡辺和雄訳、小学館） 1975年
- 『そらをとんだめんどりさん』（ゴッドフリー・リン作、エリザベート・ウェブ絵、渡辺和雄訳、小学館） 1975年